# Philosophie bouddhiste

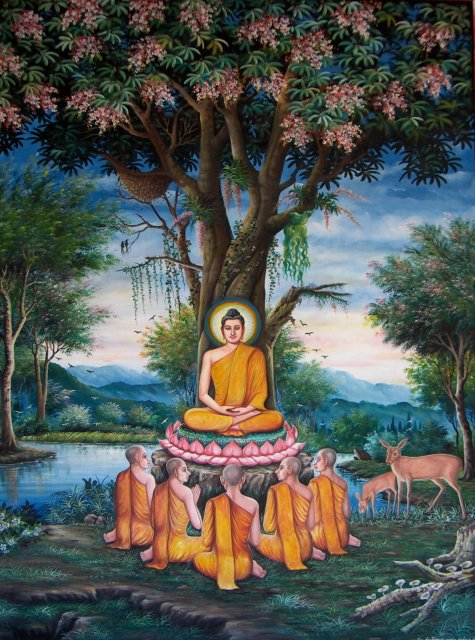
Le Bouddha prononçant le discours de Vārānasī sur les quatre nobles vérités pour ses anciens condisciples, à la suite de son éveil.

Cet article traite du bouddhisme comme philosophie. En effet, le bouddhisme comporte une telle dimension philosophique qu'il est perçu par un certain nombre de ses pratiquants et observateurs comme philosophie plutôt que religion, bien que cette qualification soit parfois préférée.
L'approche philosophique du bouddhisme est notamment menée par des auteurs ou intellectuels occidentaux, qui cherchent à le replacer dans une grille conceptuelle d'héritage européen. Ainsi, en Occident, Jean-François Revel estime-t-il qu'« il s'agit d'une philosophie comportant une dimension métaphysique particulièrement importante, qui reste cependant une métaphysique s'inscrivant dans la philosophie, et ne relevant pas de la révélation ». De son côté, Edward Conze, universitaire britannique, décrit le bouddhisme en tant que philosophie comme « un pragmatisme dialectique avec une tendance psychologique ».

## Doctrine du Bouddha: philosophie ou refus de la spéculation?

### Un enseignement qui refuse les dogmes
Selon le canon pali du theravāda, le Bouddha avait mis en garde ses disciples contre les spéculations intellectuelles théoriques, qu'il jugeait vaines : « un fourré d'opinions, un désert d'opinions, une perversion d'opinions, un grouillement d'opinions et un lien d'opinions ». Il leur avait enjoint de ne s'intéresser qu'aux moyens d'avancer sur la voie de la délivrance :
« Ces choses-là ne mènent pas à l'Éveil, au détachement, c'est pourquoi je ne les ai pas exposées ».
Plusieurs textes, notamment le Sabbāsava Sutta, le Brahmājālasūtta et le Potthapada Sutta, dressent un catalogue des opinions réputées soit fausses, soit sans objet pratique, concernant notamment l'éternité, la création du monde, l'infinité du monde et du soi, ou le devenir d'un éveillé après la mort.
Le Bouddha affirmait ne soutenir aucune opinion dogmatique et enseigner uniquement ce qui se rapporte à la souffrance, à son origine, à sa disparition et à la voie qui permet son extinction : les quatre nobles vérités. Cet enseignement contrastait avec la complexité et l'élitisme des rituels des brahmanes de l'époque, et affirmait en même temps que cette cessation de la souffrance (nirodha) conduit à la libération finale (nirvāṇa).
Dans le Ditthi Sutta, le disciple Anathapindika résume de façon pragmatique le point de vue métaphysique bouddhiste :
« Tout ce qui est venu à l'existence résulte de conditions, de volitions, de l'interdépendance. Tout cela est impermanent. Tout ce qui est impermanent est insatisfaisant. Tout ce qui est insatisfaisant n'est pas moi, n'est pas mien, n'est pas un soi. »

### Une doctrine progressivement enrichie
La doctrine bouddhique telle qu'elle était exposée originellement s'enrichit au cours des siècles, d'une physique, d'une biologie, d'une cosmologie et d'une métaphysique qui vinrent s'ajouter à la psychologie et la morale auxquelles se résumait probablement le bouddhisme du temps de son fondateur. Edward Conze distingue ainsi trois âges dans le développement de la philosophie bouddhiste :
Le premier âge a trait aux questions des enseignements originels portés par la tradition orale et qui prennent leur source depuis l'époque du Bouddha historique : ces interrogations philosophiques sont propres à tous les courants bouddhistes.
Le second concerne ce qu'on pourrait appeler la scolastique bouddhiste en dehors du bouddhisme mahāyāna, dont les Abhidhamma Pitaka gardent trace depuis le IIIe siècle, et se caractérise par la mise en forme et la classification des savoirs en sūtras.
La troisième époque est celle du développement d'une métaphysique propre au courant mahāyāna, débutant à la fin du Ve siècle en Inde, et qui s'incarne dans la vie monastique et la voie du bodhisattva. Divers éléments de ces trois phases sont réinvestis ou développés dans les courants philosophiques des différentes écoles de pensée bouddhistes qui émergent par la suite.

## Les concepts présents dans leDharma

### Les quatre nobles vérités: un cadre qui permet les considérations philosophiques
Les quatre nobles vérités à l'origine du bouddhisme sont : la vérité de la souffrance ou de l'insatisfaction inhérente, la vérité de l'origine de la souffrance engendrée par le désir et l'attachement, la vérité de la possibilité de la cessation de la souffrance par le détachement, entre autres, et finalement la vérité du chemin menant à la cessation de la souffrance, qui est la voie médiane du noble sentier octuple.
Cependant ces enseignements classiques, et de portée spirituelle plutôt que philosophique, ne sont que le point de départ de ce qui deviendra une pluralité de traditions philosophiques et religieuses. Le bouddhisme s'était étendu à toute l'Asie, au Japon jusqu'en Afghanistan, s'intégrant ou s'adaptant à ces différentes cultures. En philosophie particulièrement, un très large spectre de positions et d'options possibles a, à un moment ou l'autre, été l'objet d'élaborations et de débats. On pourrait donc identifier, selon un cadre européen en partie anachronique, un courant réaliste (par exemple le Sarvāstivādin), un courant atomiste (le Sautrāntika), un autre idéaliste (le Cittamātra), un autre encore sceptique (le Madhyamaka est ce qui s'en approche le plus), et un également nominaliste, etc.
L'hindouisme, qui est proche historiquement et géographiquement du bouddhisme, présente lui aussi une telle variété. Pareillement, et à l'instar de la scolastique occidentale, toute philosophie s'inscrit dans le cadre de la religion. Plus précisément, les philosophies bouddhistes ne perdent jamais de vue les préoccupations sotériologiques, c'est-à-dire liées au salut, à la libération.

### Les quatre sceaux comme déterminants du bouddhisme
Les quatre sceaux du Dharma (shihon, 四法印, Dharma mudra) permettent de reconnaître si une théorie ou une doctrine peuvent être qualifiées de bouddhistes. Il s'agit des quatre affirmations suivantes :
- tous les phénomènes composés sont impermanents (shogyo mujo, 諸行無常, anitya sarva samskarah) : anitya
- tous les phénomènes (composés ou non) sont sans substance (shoho muga, 諸法無我, anatmanah sarvadharmah) : anātman
- tous les phénomènes composés sont souffrance (issai gyo ku, 一切行苦, dukkhah sarva samskarah) : duḥkha
- le nirvāṇa est paix (nehan jakujo, 涅槃寂靜, santam nirvanam)

S'il faut encore réduire le bouddhisme à sa plus simple expression, on peut soutenir (c'était par exemple le point de vue de Prajñānanda) que toute école qui admet les deux fondements suivants est bouddhiste :
- le non-soi (anātman), absence d'âme ou d'essence
- l'absolu (nirvāṇa) « sans-naissance, sans-devenir, sans-création, sans-condition »

Il ne s'agit pas là de dogmes, mais d'hypothèses dont l'acceptation permet d'entrer dans la voie bouddhique en vue de la libération que celui-ci promet.

### Impermanence et interdépendance, maîtres-mots de toute pensée
« Tout phénomène conditionné est insatisfaisant, tout phénomène conditionné est éphémère et toute chose est sans soi. »
- Le non-soi (sanskrit anātman, pali anatta), ou interdépendance (plutôt coproduction conditionnée), ou encore impersonnalité : des atomes à l'univers — en passant par les êtres humains et leurs états d'esprit — il n'y a rien qui ait une existence indépendante et réelle par lui-même.
- L’impermanence (sanskrit anitya, pali anicca) : tout est constamment changeant, tout est flux, rien n'est figé une fois pour toutes.
- L'insatisfaction (sanskrit duhkha, pali dukkha), ou souffrance : ce n'est pas que la souffrance physique ; du fait de l'impermanence des choses, rien ne peut nous satisfaire de manière ultime et définitive.

Ces trois caractéristiques de l'existence conditionnée sont universelles, et connues une fois développée la vision directe de la réalité (en pali vipassanā, en sanskrit vipashyanā). Pour ce faire, il faut suivre un entraînement au développement de la vigilance (pali satipatthāna, sanskrit smrtipasthāna).
Selon la philosophie bouddhiste, l'être humain n'est donc pas une chose en soi, une entité indestructible contenant une étincelle divine (malgré l'illusion que beaucoup en ont), mais la composition impermanente des cinq agrégats que sont : la forme (ou corporéité), les sensations, les perceptions, les formations mentales et la conscience. Ces agrégats (en sanskrit skandhas, ou en pali khandha) sont impermanents car soumis eux aussi à la « coproduction conditionnée » (pratītya-samutpāda), selon laquelle tout a un ensemble de causes et un ensemble de conséquences. Pour les bouddhistes, le moi n'est donc que vacuité (śūnyatā).
À noter que le nirvāṇa échappe aux caractéristiques de souffrance et d'impermanence. A contrario, il n'est pas un « en soi » (ātman) : il est vide, mais inconditionné.

### La vacuité ou l'absence d'essence
La vacuité (śūnyatā) est l'absence de nature propre de tous les phénomènes (conditionnés ou inconditionnés). Ce concept-clé est proche à la fois du concept négatif d'absence de soi (anātman), dont il est une extension, et du concept positif d'Absolu (nirvāṇa), comme réalité ultime. La vacuité relative est l'absence de substrat permanent des phénomènes (qui n'ont par conséquent de nature que nominale et conventionnelle), tandis que la vacuité absolue désigne la même absence de substance dans l'absolu lui-même, le nirvāṇa, « là où il n'y a rien, où rien ne peut être saisi » (Sutta Nipāta). Il n'y a donc pas de dualité entre relatif et absolu, le terme de vacuité désigne la même réalité vue sous deux angles.
Bien que connu du bouddhisme hīnayāna, ce thème a été développé particulièrement par le bouddhisme mahāyāna dans la pensée prajnaparamita (le texte le plus connu étant le Sūtra du Cœur). Si l'on s'en tient au plan strictement philosophique, il s'agit d'un scepticisme ontologique (plutôt que d'un nihilisme, qui est une thèse rejetée par le bouddhisme). Cependant, la vacuité est aussi une expérience personnelle de non-dualité qui va de pair avec le développement de l'intuition métaphysique (prajñā) du pratiquant bouddhiste.

### La non-dualité: un antagonisme à la pensée analytique

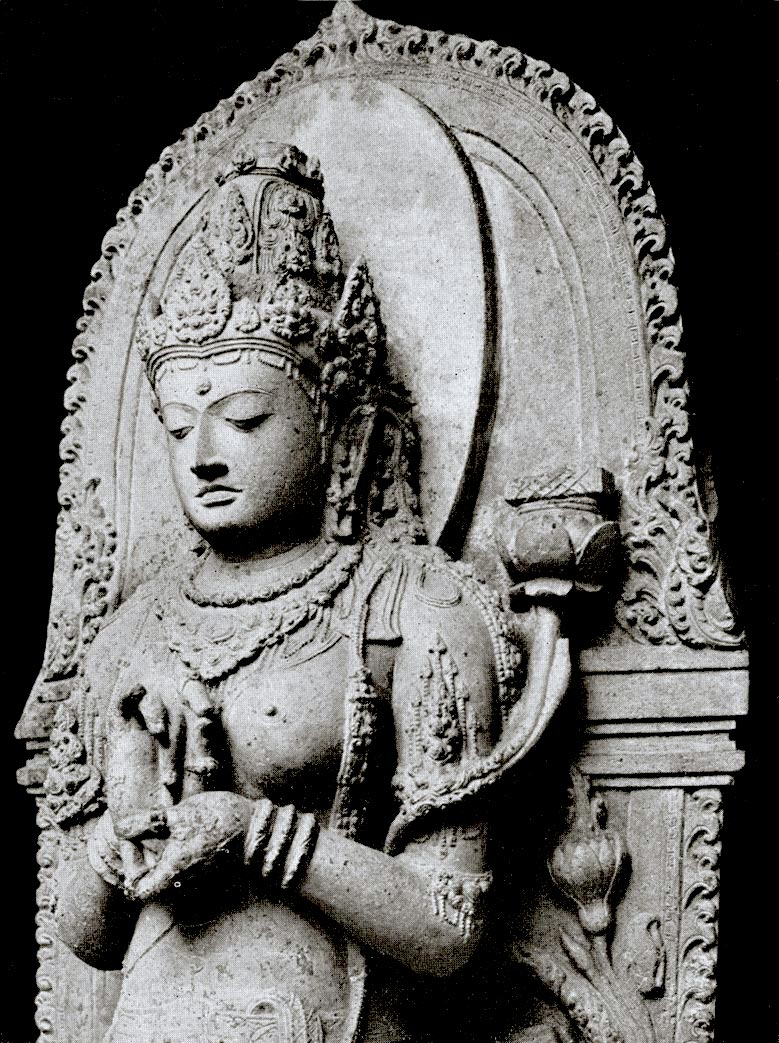
Prajñāpāramitā, la déité personnifiant la « perfection de sagesse », plus précisément l'« intelligence intuitive transcendante ». Étymologiquement, prajñā se transcrirait par « pro-gnose ».

La non-dualité désigne l'identité essentielle de nombreuses distinctions ou oppositions, reconnues valides, ou seulement utilitaires en une première approche, mais finalement redéfinies comme n'étant que différents aspects d'une même réalité.
Le bouddhisme mahāyāna expose la non-dualité du samsara et du nirvāṇa, de la forme et de la vacuité, de l'objet et du sujet, etc. Par exemple, dans Le soutra du parfait Éveil, attribué à Bouddha :
« Il n'y a ni identité ni différence, ni asservissement ni libération. Maintenant vous savez que tous les êtres sensibles sont originellement de parfaits Éveillés ; que samsara et nirvana sont comme le rêve de la nuit dernière. Nobles fils, puisqu'ils sont comme les rêves de la nuit dernière, vous devriez savoir que samsara et nirvana n'ont ni avènement ni cessation, ni allée ni venue. Dans cette réalisation il n'y a ni gain ni perte, ni adoption ni rejet. Dans celui qui réalise il n'y a aucun "s'efforcer", "laisser-aller", "arrêter les pensées" ou "éliminer les passions". Dans cette réalisation il n'y a ni sujet ni objet, et ultimement ni Réalisation ni Réalisé. La nature [ultime] de tous les phénomènes est égale et indestructible. »
Des notions telles que non-effort, non-soi, non-méditation, non-pensée, etc. réfèrent toutes à une transcendance, une mise hors-jeu de la dualité intrinsèque que « pose en s'opposant » n'importe quel concept : être, agir, le vrai, le bien…
Ainsi dans les traditions directement non-dualistes du bouddhisme, c'est-à-dire le Zen, le Dzogchen, le Mahāmudrā et le Madhyamaka, l'approche analytique tend à se court-circuiter elle-même, ou du moins à établir son propre non-lieu, de sorte que le pratiquant, par son « non-agir », laisse… agir la sagesse intrinsèque, jñāna ou vidyā. En bout de ligne il s'agit d'intégrer à la conscience ordinaire « la spontanéité tout-accomplissante » et « auto-libératrice » de la nature-de-bouddha, au-delà de toute conception.
En revanche, le bouddhisme hīnayāna maintient une dualité apparemment irréductible entre nirvāṇa et saṃsāra : l'éveil n'est pas décrit comme une réalisation non-duelle, mais comme une libération du saṃsāra, un accès à l'autre rive. La non-dualité se trouve dans la voie moyenne qui écarte les extrêmes tels que l'être ou le néant :
Ce monde est supporté par un dualisme, celui de l'existence et de la non-existence. Mais quand on voit avec juste discernement l'origine du monde tel qu'il est, « non-existence » n'est pas le terme qu'on retient. Quand on voit avec juste discernement la cessation du monde tel qu'il est, « existence » n'est pas le terme qu'on retient.

## Les écoles philosophiques, distinctes de courants religieux
Bernard Faure affirme parmi d'autres l'existence d'une philosophie bouddhique, portée notamment par les figures de grands philosophes :
« Certes, il existe une philosophie bouddhique, qui peut s'enorgueillir de noms tels que ceux de Nâgârjuna (IIe et IIIe siècles), Vasubandhu (IVe et Ve siècles) ou Candrakîrti (VIIe siècle) pour l'Inde, de Tsongkhapa (XIVe siècle) pour le Tibet, de Jizang (549-623), Fazang (643-712) ou Zongmi (774-841) pour la Chine, Kûkai (774-835) ou Dôgen (1200-1253) pour le Japon. Les argumentations des docteurs bouddhiques n'ont rien à envier à celles de leurs confrères occidentaux ».
Au terme de nombreux processus historiques, il ne subsiste plus que deux grandes écoles philosophiques, particulièrement dans le bouddhisme dit du Mahāyāna, ce sont le Cittamatra, esprit seulement, et le Madhyamaka, voie du milieu. Les autres traditions bouddhiques (Theravāda, Zen) mettent plutôt en avant la méditation (Dhyana) ou la pratique des enseignements dans le quotidien afin d'atteindre l'état d'éveil.

### Le Cittamātra ou l'idéalisme bouddhique
La première est un idéalisme phénoménologique (comparé parfois à l'idéalisme subjectif de George Berkeley) : tous les phénomènes ne sont que des faits de conscience, et la conscience est la seule réalité, le monde et les individus en étant la projection. La vacuité est vue davantage comme l'absence de dualité entre sujet et objet que comme l'absence de nature propre des phénomènes (ce qui est le point de vue du Madhyamaka).
La conscience qui « crée » le monde est l’ultime nature-de-bouddha lorsque son reflet se particularise dans la conscience individuelle, et que celle-ci ne se reconnaît pas en tant que nature-de-bouddha. Cette méprise « originelle » l'entraîne et la soumet alors à un réseau de causes et d'effets (karma) qu'elle projette elle-même, de par sa complète créativité.
À titre d'exemple, un sūtra classique du mahāyāna tel que le lankāvatārasūtra examine et réexprime systématiquement la doctrine de l'esprit-seulement et de son dépassement :
« Les choses, comme les illusions et les rêves,

N'ont pas de naissance, ni de nature propre,

Et comme elles sont toutes naturellement vides [ śūnya ],

Elles ne relèvent ni de l'être ni du néant.

[…]

Tout ce qui existe

Résulte d'une erreur de la pensée :

Reliée aux deux natures, [ interdépendante et imaginaire, ]

La conscience fondamentale manifeste les mondes.

[…]

Lorsque la connaissance transcendante [ prajñā ]

Lui montre que rien n'a d'essence propre,

Le pratiquant trouve son repos […]

Quand on réalise que l'essence des choses

N'est jamais née, on atteint la libération. »

### Le Madhyamaka, courant sceptique
La seconde grande école, le Madhyamaka, se veut plus achevée : dans sa foncière insondabilité, sa transcendance, la nature-de-Bouddha ne saurait être appréhendée, et la seule philosophie valide ne saurait être que radicalement négative. Nāgārjuna, la grande figure de cette école, résume sa position dans son célèbre tétralemme :
- On ne peut affirmer: « il existe quelque chose »
- On ne peut affirmer: « il n'existe rien »
- On ne peut affirmer: « il existe quelque chose et il n'existe rien »
- On ne peut affirmer: « il n'existe ni quelque chose, ni rien »[15]

Nāgārjuna exprime aussi cette idée de façon différente dans le Madhyamakakārika :
« Où que ce soit, quelles qu'elles soient, ni de soi ni d'autrui, ni de l'un ni de l'autre, ni indépendamment de l'un et de l'autre, les choses ne sont jamais produites. »
Cette philosophie constitue l'aboutissement conséquent et radical de la doctrine de la vacuité.

## Parallèles avec les philosophies occidentales
De nombreux parallèles entre les philosophies occidentales et le bouddhisme ont été dressés, dont les principaux sont détaillés dans cette section.

### Philosophies antiques grecques et bouddhisme
Le concept d'impermanence rapproche le bouddhisme de la philosophie d'Héraclite (qui reste cependant mal connue dans le détail). Edward Conze quant à lui indique la proximité du Madhyamaka avec le scepticisme antique :
Être libre de passions est le grand but de la vie, et l'équanimité est l'attitude qu'on doit s'efforcer de cultiver. Toutes les choses extérieures sont les mêmes, il n'y a pas de différence entre elles, et le sage ne distingue pas entre elles. Pour gagner cet état d'indifférence, on doit sacrifier tous les instincts naturels. Toutes les opinions théoriques sont pareillement sans fondement, et il faut complètement s'abstenir de formuler des propositions et de passer des jugements. Dans la philosophie de Pyrrhon, il y a la même distinction entre la vérité conventionnelle, les apparences (phainomena) d'un côté, et la vérité ultime (adêla) de l'autre. La vérité ultime est complètement cachée : « Je ne sais pas si le miel est doux, mais je suis d'accord qu'il m'apparaît tel. »

### Regard de la philosophie européenne moderne sur le bouddhisme

#### Les philosophes traitant eux-mêmes du bouddhisme
Arthur Schopenhauer, lui-même dans la lignée de Kant, est sans doute le philosophe occidental dont la doctrine est la plus proche du bouddhisme (encore mal connu en Europe quand il écrit son œuvre majeure Le Monde comme volonté et comme représentation), notamment du Cittamatra, avec des thématiques telles que le vouloir-vivre, la compassion envers toute existence, la Mâyâ, etc. La sympathie de Schopenhauer pour le bouddhisme ne va pas cependant sans certaines confusions avec les autres philosophies indiennes (il faut attendre 1844 avec les ouvrages d'Eugène Burnouf pour que le bouddhisme soit réellement connu en Europe) et un parti-pris pour l'annexer à sa propre philosophie pessimiste.
On peut trouver d'autres parallèles avec les philosophies de Ludwig Wittgenstein, et son refus de la spéculation intellectuelle, motivé par la parabole de la flèche empoisonnée.
Friedrich Nietzsche voit quant à lui le bouddhisme comme une variété de nihilisme, mais développe une philosophie d'acceptation de la vie telle qu'elle est et de culture de soi-même très similaire, et dépeint finalement, dans Ecce homo, le bouddhisme comme une « hygiène » qui cherche à « libérer l'âme du ressentiment ».
Heidegger dont les idées sur l'Être et le Néant sont tenues par certains pour être proches du bouddhisme, est également à citer.

#### Rapprochementsa posterioriavec certaines doctrines philosophiques
La conception bouddhique relative à l'absence de soi est très proche de celle de David Hume sur l'identité du moi. Hume écrit notamment dans son Traité de la nature humaine :
« Je peux m'aventurer à affirmer que nous ne sommes rien qu'un faisceau ou une collection de perceptions différentes, se succédant avec une rapidité inconcevable, et qui sont dans un flux et un mouvement perpétuels. »
De la même façon, le physicien Ernst Mach écrit :
« Le moi n'est pas une entité invariable, définie et nettement délimitée. (…) Le moi est insauvable. C'est en partie ce point de vue, en partie la peur de ce point de vue qui conduit aux aberrations les plus délirantes, pessimistes et optimistes, religieuses et philosophiques. »
Cette conception se retrouve au XXe siècle dans la « théorie du faisceau » ou dans la théorie de l'absence de sujet propriétaire des états de conscience (no-ownership theory of the mind), telle que formulée par Peter Frederick Strawson dans Individuals: An Essay in Descriptive Metaphysics (1959). On la retrouve aussi dans les thèses de Derek Parfit assignant une nature purement nominale à l'identité personnelle ou dans le Tractatus logico-philosophicus de Ludwig Wittgenstein niant l'existence du sujet pensant (5.631 : Il n’y a pas de sujet de la pensée ou de la représentation - Das denkende, vorstellende, Subjekt gibt es nicht).
Jean-François Revel rapproche certains aspects de la philosophie bouddhiste de celle de Kant :
« Je suis frappé par l'analogie de cette théorie avec le kantisme : le phénomène n'est pas la chose en soi, c'est pourtant notre réalité. »
Par ailleurs, la philosophie bouddhiste et l'idéalisme kantien sont parfois considérés tous deux comme un « scepticisme ontologique », de par la façon qu'ils ont tous les deux d'aborder la question de l'être.

### Anthologie
- (en) William Edelglass & Jay Garfield, Buddhist Philosophy: Essential Readings, Oxford, Oxford University Press, 2009, 457 p. (ISBN 978-0-195-32817-2)

### Ouvrages généraux
- Madeleine Biardeau, « Philosophies de l'Inde », dans Brice Parain, Histoire de la philosophie, vol. I : Orient - Antiquité - Moyen Âge, Paris, Gallimard, coll. « Encyclopédie de la Pléiade », 1979 (1re éd. 1969), 1728 p., p. 86-247 (en particulier p. 107-127)
- Françoise Bonardel, Bouddhisme et philosophie: En quête d'une sagesse commune, Paris, L'Harmattan, 2008, 284 p. (ISBN 978-2-296-05797-5)
- Collectif, La philosophie du bouddhisme, Paris, Scali, 2008 (1re éd. 2003 (Nouvel Observateur, Hors-série n° 50)), 279 p. (ISBN 978-2-350-12225-0)
- Guy Bugault, L'Inde pense-t-elle ?, Paris, Presses universitaires de France, 1994, 349 p. (ISBN 2-130-46482-3, lire en ligne), p. 42-46; 105-319 (sur la philosophie Madhyamaka)
- François Chenet, La philosophie indienne. La contribution d'un continent à la vie de l'esprit, Paris, Armand Colin, 2019, 160 p. (ISBN 978-2-200-62703-4), p. 33-45; 85-95 et passim
- (en) Steven M. Emmanuel (Ed.), A Companion to Buddhist Philosophy, Hoboken NJ, Wiley-Blackwell, 2013, 760 p. (ISBN 978-0-470-65877-2, lire en ligne)
- Bernard Faure, Bouddhismes, philosophies et religions, Paris, Flammarion, coll. « Champs », 2000 (1re éd. 1998), 284 p. (ISBN 978-2-080-81464-7, présentation en ligne)
- Serge-Christophe Kolm, Le Bonheur Liberté. Bouddhisme profond et Modernité, Paris, PUF, 1982, 656 p. (ISBN 978-2-13-046468-6, présentation en ligne, lire en ligne)Une étude transversale de la philosophie bouddhiste à l'épreuve des contradictions de la société occidentale.
- (en) Karl H. Potter (Ed.), Encyclopedia of Indian Philosophies, Delhi, Motilal Banarsidass Publ.
  - Vol 7, Abhidharma Buddhism to 150 A.D., 1996,  (ISBN 81-208-0895-9),  (ISBN 978-81-208-0895-9), 639 p. partiellement en ligne 
  - Vol 8, Buddhist philosophy from 100 to 350 A.D., 1999, 762 p.  (ISBN 81-208-1553-X),  (ISBN 978-81-208-1553-7), partiellement en ligne 
  - Vol 9, Buddhist philosophy from 350 to 600 A.D., 2003, 843 p.  (ISBN 81-208-1968-3),  (ISBN 978-81-208-1968-9), partiellement en ligne
- Lilian Silburn (Dir.), Aux sources du bouddhisme, Paris, Fayard, 1997 (1re éd. 1977), 538 p. (ISBN 978-2-213-59873-4)Anthologie du bouddhisme, avec une vaste bibliographie, p. 489-511: 1. Textes traduits; 2. Études.
- Nicole Vandier-Nicolas, « La philosophie chinoise des origines au xviie siècle », dans Brice Parain, Histoire de la philosophie, vol. I : Orient - Antiquité - Moyen Âge, Paris, Gallimard, coll. « Encyclopédie de la Pléiade », 1979 (1re éd. 1969), 1728 p., p. 248-404 (en particulier p. 358-385)
- Vincent Eltschinger et Isabelle Ratié, Qu'est-ce que la philosophie indienne ?, Paris, Gallimard, coll. « Folio essais », 2023, 558 p. (ISBN 978-2-072-71173-2)

### Thématiques spécifiques
- Michel Hulin, Comment la philosophie indienne s'est-elle développée? La querelle brahmanes-bouddhistes, Paris, Panama, 2008, 200 p. (ISBN 978-2-755-70094-7)
- Patrick Olivelle : Ashoka: Roi philosophe., 2025, Éd. Belles Lettres,  (ISBN 978-2251457031)
- (en) Padmasiri de Silva, « Buddhist Ethics », dans Peter Singer (Ed.), A Companion to Ethics, Blackwell Publishing, 2005 (1re éd. 1991), xxii, 564 (ISBN 978-0-631-18785-1), p. 58-68
- Thomas P. Kasulis (trad. de l'anglais par Bénédicte Niogret, préf. de Michel Mohr), Le visage originel ou l'individu dans le bouddhisme zen, Paris, Les Deux Océans, 1993, 276 p. (ISBN 2-866-81045-7)
- (en) Daniel Keown, The Nature of Buddhist Ethics, London, Palgrave Macmillan, 1992, 269 p. (ISBN 978-0-333-91309-3)
- (en) Damien Keown, Buddhist Ethics: A Very Short Introduction, Oxford, Oxford University Press, 2020 (1re éd. 2005), 176 p. (ISBN 978-0-198-85005-2)
- (en) Steven M. Emmanuel (Ed.), Buddhist Philosophy : A Comparative Approach, Malden, Wiley-Blackwell, 2018, 288 p. (ISBN 978-1-119-06824-2)
- (en) Steven M. Emmanuel (Ed.), Philosophy's Big Questions: Comparing Buddhist and Western Approaches, New York, Columbia University Press, 2021, 336 p. (ISBN 978-0-231-17487-9)